# Tommy Myllymäki
Tommy Myllymäki (Katrineholm, 31 de julio de 1978) es un cocinero sueco galardonado como Chef del año 2007. Su restaurante Aira ha sido premiado recientemente con una estrella Michelín.

## Carrera
Myllymäki desde pequeño siempre fue muy competitivo y, tras comenzar los estudios de gastronomía en su ciudad natal, se interesó por el premio Bocuse d’Or, una de las competiciones gastronómicas más importantes del mundo, presentándose en diversas ocasiones. Tras ganar el trofeo de plata en 2011, fue en 2014 cuando ganó el certamen europeo del mismo. En 2012 se presentó al concurso de televisión para chefs ‘’La lucha de los cocineros’’.

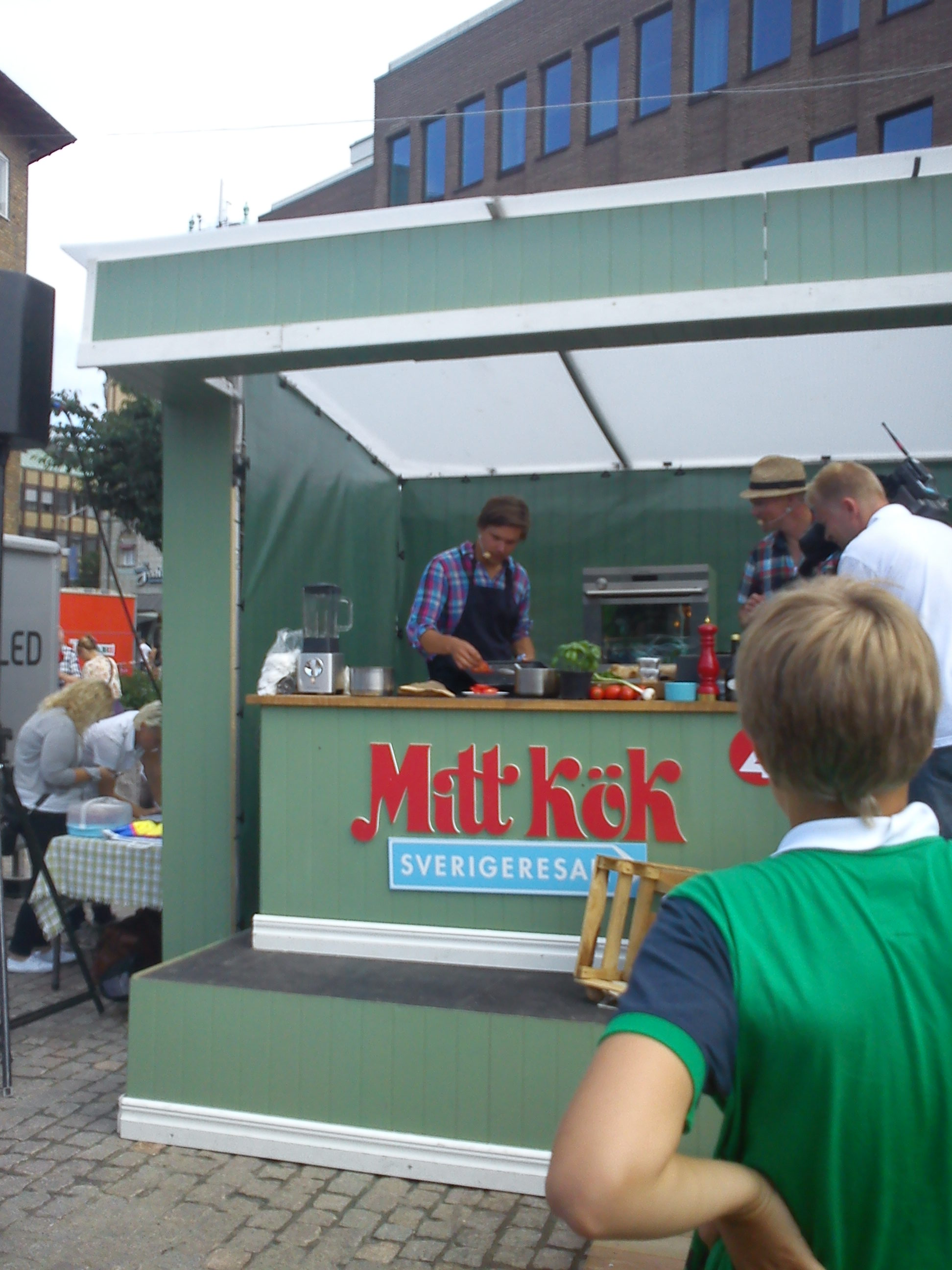
Myllymäki cocinando en público en un mercado en Jönköping.

A pesar de su juventud, en su trayectoria se cuentan más de una decena de cocinas por las que ha trabajo, habiendo dirigido, entre otros, el restaurante Julita Wärdshus, The Småland Colony o Spira. Desde 2020 dirige el restaurante de cocina nórdica Aira en Estocolmo, el cual fue premiado con una estrella Michelín en 2021.
Asimismo, viaja como conferenciante y asiste con asiduidad a programas de cocina en televisión, entre ellos el programa Mi cocina en TV4 que graba desde su propio estudio gastronómico.
Desde el éxito de su primer libro de cocina Salsas, ha divulgado su cocina mediante la publicación de otros títulos en Suecia, aunque en castellano solo se encuentra traducido el libro Ensaladas, editado por Col&Col.